# Повіт Нісі-Касуґай
Пові́т Ні́сі-Касуґа́й (яп. 西春日井郡, にしかすがいぐん, МФА: [ɲiɕi̥ kasugai̯ guɴ]) — повіт в префектурі Айті, Японія.